# 戴恩普雷里鎮區 (明尼蘇達州奧特泰爾縣)
戴恩普雷里鎮區（英語：Dane Prairie Township）是位於美國明尼蘇達州奧特泰爾縣的一個行政鎮區。

## 地方資料
戴恩普雷里鎮區的面積為92.78平方千米，當中陸地面積為80.07平方千米，而水域面積為12.71平方千米。根據2020年美國人口普查的數據，當地共有人口883人，而人口密度為每平方千米9.52人。